# فاکلوفن
فاکلوفن (به انگلیسی: Phaclofen) با فرمول شیمیایی C9H13ClNO3P یک ترکیب شیمیایی با شناسه پاب‌کم 1641 است. که جرم مولی آن ۲۴۹٫۶۳۱ گرم بر مول می‌باشد. 